# Castillo de Garcimuñoz
Castillo de Garcimuñoz ist eine Gemeinde (Municipio) und ein Dorf mit 132 Einwohnern (Stand: 2024) in der Provinz Cuenca in der Autonomen Region Kastilien-La Mancha. 

## Lage
Castillo de Garcimuñoz liegt etwa 55 Kilometer südsüdwestlich von Cuenca in einer Höhe von ca. 935 m. Durch die Gemeinde führt die Autovía A-31.

## Bevölkerungsentwicklung
| 1970 | 1981 | 1991 | 2001 | 2011 | 2021 |
| ---- | ---- | ---- | ---- | ---- | ---- |
| 713  | 412  | 316  | 203  | 175  | 132  |

## Sehenswürdigkeiten

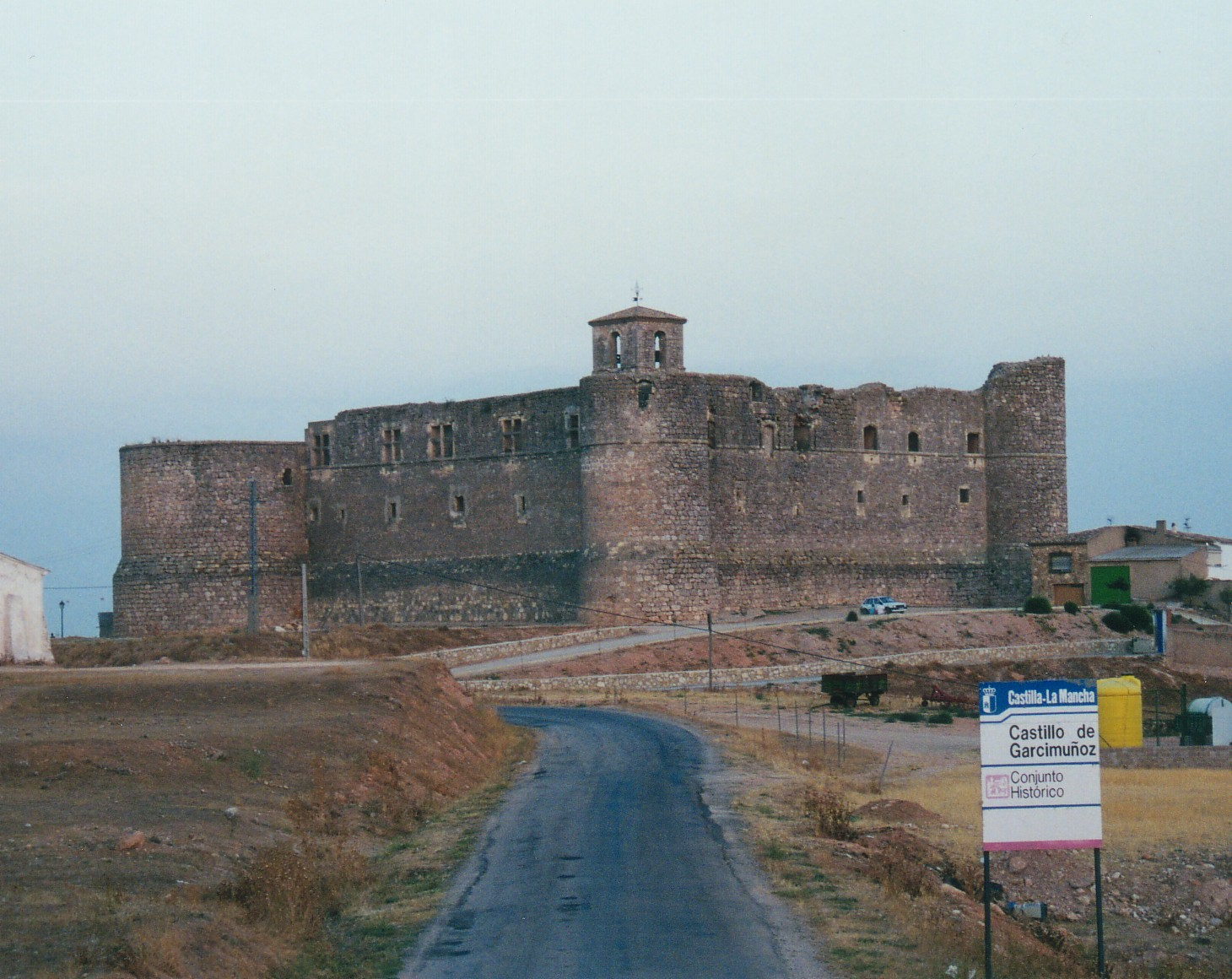
Burganlage
- Johanniskirche
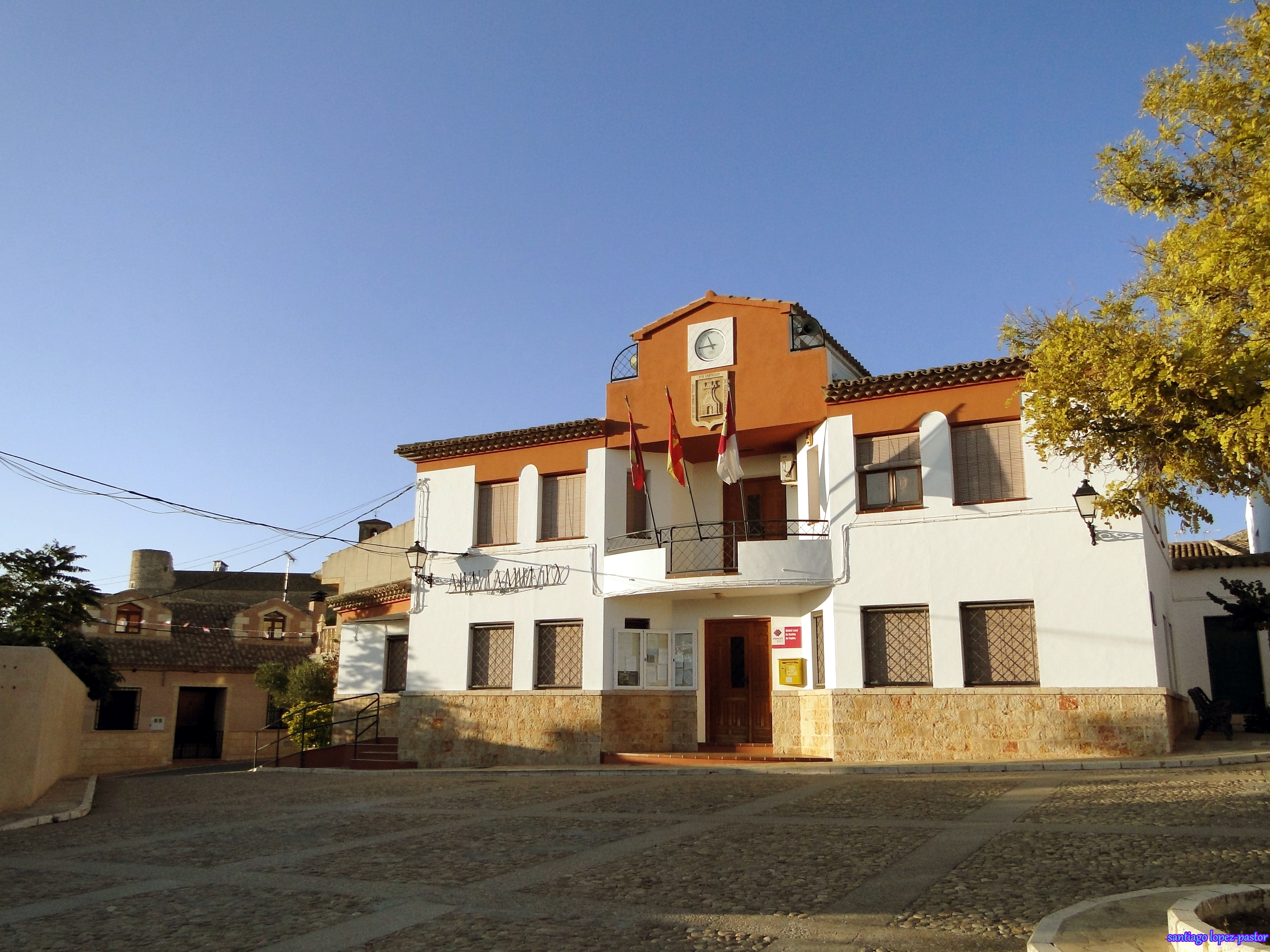
Rathaus

- Burganlage
- Rathaus